# Macropeza nigeriae
Macropeza nigeriae är en tvåvingeart som först beskrevs av Ingram och John William Scott Macfie 1923.  Macropeza nigeriae ingår i släktet Macropeza och familjen svidknott.
Artens utbredningsområde är Nigeria. Inga underarter finns listade i Catalogue of Life.